# Codominància
Es dona codominància quan, en l'herència, cap dels dos al·lels d'un gen domina sobre l'altre, manifestant-se ambdós al mateix temps en els heterozigots.

El fenotip sanguini del sistema ABO en humans s'explica per co-dominància. Aquesta és la causa que el tipus O sigui recessiu respecte A i B.

En l'herència dels grups sanguinis (A, B, 0) es dona codominància. Hi ha tres al·lels diferents: IA, IB i ii, dels quals cada persona en té dos en el cromosoma 9. Els IA, IB són codominants entre ells i dominants respecte a l'al·lel i.
Els al·lels IA i IB produeixen diferents modificacions a través de llur expressió. L'enzim codificat per IA afegeix una N-acetilgalactosamina mitjançant un enllaç d'hidrogen a un antigen de la membrana. L'enzim de l'al·lel IB afegeix una galactosa. L'al·lel i no produeix cap modificació en l'antigen. Així els al·lels IA i IB són cadascun dominants respecte i (Els individus de zigositat IAIA i IAi tots dos tenen sang de tipus A, i els individus amb dotació al·lèlica IBIB i IBi tots dos tenen sang del grup B), però els individus IAIB tenen ambdues modificacions en llur cèl·lules sanguínies i així presenten sang del tipus AB, ja que els al·lels IA i IB són co-dominants.

Aquest quadre de Punnett mostra la co-dominància en el cas de bou blanc (WW) creuat amb vaca roja (RR), i llur descendència exhibint l'expressió en forma de rogles de pel blanc i roig coexistint per tota la pell.